# Thouraya Jeribi Khémiri
Thouraya Jeribi Khémiri, ou Thoraya Jeribi Khmiri (arabe : ثريا الجريبي الخميري), née le 21 août 1960 à Tunis, est une magistrate et femme politique tunisienne, ministre de la Justice en 2020.

## Biographie
Elle est licenciée en droit et obtient le certificat d'aptitude à la profession d'avocat en 1985 à la faculté de droit de Tunis. Elle effectue également un troisième cycle en droit,.
Elle gravit ensuite les échelons dans le domaine de la magistrature, en Tunisie. Elle est magistrate dans les tribunaux de première instance de Monastir, Tunis et Sousse. Ensuite, elle devient juge à la Cour de cassation, avant d'être nommée, en 2015, présidente du tribunal de première instance de Tunis. Elle enseigne aussi à l'Institut supérieur de la magistrature et à l'Académie militaire de Fondouk Jedid.
En février 2020, elle est nommée ministre de la Justice au sein du gouvernement d'Elyes Fakhfakh. Elle n'appartient à aucun parti politique. C'est par ailleurs une première en Tunisie qu'une femme est désignée à la tête d'un ministère régalien,.
Son nom figure sur la liste des ministres proposée par Hichem Mechichi, le 24 août de la même année, pour devenir ministre de la Relation avec les instances constitutionnelles et la Société civile. Elle occupe ce poste à partir du 2 septembre. Le 16 janvier 2021, Mechichi annonce la suppression du poste. Le 25 janvier, il met officiellement fin à ses fonctions de ministre.

## Vie privée
Elle est la fille d'Ali Jeribi, un militant nationaliste actif durant la période du protectorat français ; elle est aussi la sœur de Ghazi Jeribi, lui aussi juriste, magistrat et ancien ministre de la Justice, et la cousine de Maya Jribi.

## Décorations
- Commandeur de l'ordre de la République (Tunisie, 13 août 2020)[10]